# FOCEM
FOCEM (spanisch Fondo para la Convergencia Estructoral del Mercosur, portugiesisch Fundo para a Convergência Estrutural do Mercosul) ist ein Fonds für die strukturelle Annäherung der Länder des Mercosur.
Focem wurde mit dem Ziel geschaffen, die Ungleichheiten zwischen den Mitgliedstaaten des Mercosur abzubauen und bessere Bedingungen für die Entwicklung zu schaffen. Finanziert mit unterschiedlich hohen Beiträgen (97 Prozent aus Brasilien und Argentinien) ermöglicht man die Durchführung von Infrastrukturprojekten, insbesondere in Paraguay und Uruguay.

## Projekte (Auswahl)
Im Einzelnen wurden bzw. werden folgende Projekte unterstützt:
- Entwicklung und technologische Ausbildung der Software-, Biotechnologie- und Elektronikbranche und ihrer jeweiligen Wertschöpfungsketten
- Qualifizierung von Lieferanten der Öl- und Gasproduktionskette
- Bau der 500-kv-Übertragungsleitung Itaipú–Villa Hayes einschließlich der Umspannwerke
- Verbindung von Stromnetzen in der Provinz Corrientes
- 500 MW-Verbindung der Stromnetze Brasiliens (525 kV, 60 Hz) und Uruguays (500 kV, 50 Hz) in Melo (Uruguay)
- Fernstraße Ruta 30 (Uruguay)
- Fernstraße Ruta 8 (Uruguay)
- Bau der nördlichen Avenida Costanera in Asunción und Verbindung mit der Ruta 9 (Paraguay)
- Bahnstrecke Paso de los Toros–Rivera
- Bahnstrecke Piedra Sola–Salto